# Dorcus mexicanus
Dorcus mexicanus is een keversoort uit de familie vliegende herten (Lucanidae). De wetenschappelijke naam van de soort is voor het eerst geldig gepubliceerd in 1944 door Benesh.